# Marcantonio Bobba
Marcantonio Bobba (né à Casale Monferrato, au Piémont, Italie, et mort à Rome le 18 mars 1575) est un évêque d'Aoste de 1557 à 1568 et cardinal italien du XVIe siècle.

## Biographie
Marcantonio fils du comte Alberto Bobba nait à Casale Monferrato. Il étudie à l'université de Turin. Il est nommé sénateur à Turin par le duc Emmanuel-Philbert de Savoie et fait abbé commendataire de Pinerolo, Segusia, Caramagna et S. Giusto di Susa. Bobba est désigne  évêque d'Aoste en remplacement de Pierre Gazin le 14 juin 1557 sur recommandation du duc de Savoie Emmanuel-Philibert Ier. La Pape Paul IV le confirme et il est consacré le 15 aout 1557 par Giovanni Angelo Cardinal de’ Medici, Cardinal-Prêtre de Santo Stefano al Monte Celio assisté de Borso Merli, évêque de Bobbio et de Ludovico Simonetta, évêque de Pesaro. Il est ambassadeur de Savoie près du Saint-Siège et participe au concile de Trente à partir de 1563. Il se démet de son évêché d'Aoste en 1568.
Mgr Bobba est créé cardinal par le pape Pie IV lors du consistoire du 12 mars 1565 au titre de San Silvestro in Capite. Avec les cardinaux Giovanni Ricci, Gianfrancesco Commendone et Alessandro Sforza, il est nommé inspecteur des rivières, ports et chemins publics de Rome.
Il participe aux conclaves de 1565 et 1566 (élection de Pie V) et de 1572 (élection de Grégoire XII).
Il meurt à Rome le 18 mars 1575 et est inhumé dans la basilique Sainte-Marie-des-Anges-et-des-Martyrs.